# Municipio de Ouachita (condado de Hot Spring)
El municipio de Ouachita (en inglés: Ouachita Township) es un municipio ubicado en el condado de Hot Spring en el estado estadounidense de Arkansas. En el año 2010 tenía una población de 660 habitantes y una densidad poblacional de 10,78 personas por km².

## Geografía
El municipio de Ouachita se encuentra ubicado en las coordenadas 34°13′51″N 92°54′27″O / 34.23083, -92.90750. Según la Oficina del Censo de los Estados Unidos, el municipio tiene una superficie total de 61.25 km², de la cual 61,04 km² corresponden a tierra firme y (0,35 %) 0,21 km² es agua.

## Demografía
Según el censo de 2010, había 660 personas residiendo en el municipio de Ouachita. La densidad de población era de 10,78 hab./km². De los 660 habitantes, el municipio de Ouachita estaba compuesto por el 96,52 % blancos, el 0,91 % eran afroamericanos, el 1,21 % eran amerindios, el 0,15 % eran de otras razas y el 1,21 % eran de una mezcla de razas. Del total de la población el 0,91 % eran hispanos o latinos de cualquier raza.